# Амгинский улус
Амги́нский улу́с (райо́н) (якут. Амма улууһа) — административно-территориальная единица (улус или район) и муниципальное образование (муниципальный район) в Республике Саха (Якутия) Российской Федерации.
Административный центр — село Амга.

## География
Расположен на юго-востоке Центральной Якутии. Граничит на севере с Чурапчинским улусом, на востоке и юго-востоке — с Усть-Майским, на юге и западе — с Алданским районом, на северо-западе — с Хангаласским и Мегино-Кангаласским улусами. Площадь района — 29,4 тыс. км².
Природные условия
Расположен в среднем течении реки Амга, на Приленском плато. Наивысшая точка улуса — 433 м, находится на юго-востоке улуса, в Болугурском наслеге. Самая низкая точка — 124 м, берег Амги на границе с Чурапчинским улусом.
Средняя температура января — 38…- 42 °С, июля +16…+18 °С. Осадков выпадает 200—250 мм в год.

## История
Центр улуса — Амга, основан в 1652 году как Амгинская слобода русскими крестьянами-хлебопашцами. Один из первых районов Якутии, где местные жители приобщились к культуре земледелия.
Писатель Иван Гончаров, в 1854 году проезжая по территории Якутской области, в своём цикле очерков «Фрегат „Паллада“» писал:

Подъезжая к реке Амге (это уже ближе к Якутску), я вдруг как будто перенесся на берега Волги: передо мной раскинулись поля, пестреющие хлебом. „Ужели это пшеница?“ — с изумлением спросил я, завидя пушистые, знакомые мне золотистые колосья. „Пшеница и есть, — сказал мне человек, — а вон и яровое!“ Я не мог окинуть глазами обширных лугов с бесчисленными стогами сена, между которыми шевелились якуты, накладывая на волов сено, убирая хлеб.
В начале 1880-х гг. в Амге отбывал ссылку Владимир Короленко.
12 декабря 1911 года по решению Сената Российской империи Амгинский улус был выделен из Ботуруского улуса.
Во время Гражданской войны и после — место наиболее ожесточённых боёв в Якутии. В 1922 году белый генерал Анатолий Пепеляев предпринял наступление на Якутск, с целью дальнейшего наступления на Сибирь и провозглашения там Сибирской республики, что стало последним эпизодом Гражданской войны в России, однако 14 февраля 1923 года дружина Пепеляева была остановлена красным отрядом Ивана Строда в урочище Сасыл-Сысыы в нескольких километрах от Амги. В российскую историю вошло эта битва вошла как «Ледовая осада»: в условиях жесточайших якутских морозов шла битва между обороняющими подступы к Якутску красными бойцами под командованием Ивана Строда и рейдовой дружиной белого сибирского генерала Анатолия Пепеляева. В результате сражений у Амги последнее крупное воинское соединение белых на территории РСФСР было разгромлено, сам генерал отступил обратно к побережью Охотского моря и попал в плен.
В ходе мятежа конфедералистов 7 ноября 1927 года село Абага попытался занять отряд мятежников, однако встретил сопротивление вооружённых пионеров и отступил.
В современных границах образован 9 января 1930 года.

## Население
| 1970    | 1979    | 1989    | 2002    | 2009    | 2010    | 2011    | 2012    | 2013    |
| ------- | ------- | ------- | ------- | ------- | ------- | ------- | ------- | ------- |
| 11 681  | ↗12 547 | ↗15 452 | ↗17 251 | ↘16 015 | ↗17 183 | ↘17 158 | ↘16 971 | ↘16 832 |
| 2014    | 2015    | 2016    | 2017    | 2018    | 2019    | 2020    | 2021    | 2022    |
| ↘16 697 | ↘16 677 | ↘16 674 | ↗16 719 | ↗16 722 | ↗16 745 | ↗16 794 | ↗17 097 | ↘17 031 |
| 2023    |         |         |         |         |         |         |         |         |
| ↘16 894 |         |         |         |         |         |         |         |         |

### Национальный состав
| № |                           | Численность населения, чел. (2010) | % от всего | % от указав- ших нацио- наль- ность |
| - | ------------------------- | ---------------------------------- | ---------- | ----------------------------------- |
|   | всего                     | 17 183                             | 100,00 %   |                                     |
| 1 | Якуты                     | 15 772                             | 91,79 %    | 92,20 %                             |
| 2 | Русские                   | 846                                | 4,92 %     | 4,95 %                              |
| 3 | Эвенки                    | 217                                | 1,26 %     | 1,27 %                              |
| 4 | Эвены                     | 129                                | 0,75 %     | 0,75 %                              |
|   | другие                    | 143                                | 0,83 %     | 0,84 %                              |
|   | указали национальность    | 17 107                             | 99,90 %    | 100,00 %                            |
|   | не указали национальность | 76                                 | 0,10 %     |                                     |

## Муниципально-территориальное устройство
Амгинский улус, в рамках организации местного самоуправления в муниципальном районе, включает 14 муниципальных образований со статусом сельских поселений (наслегов):
| №  | Сельское поселение        | Административный центр | Количество населённых пунктов | Население (чел.) | Площадь (км²) |
| -- | ------------------------- | ---------------------- | ----------------------------- | ---------------- | ------------- |
| 1  | Абагинский наслег         | село Абага             | 1                             | ↘1114            | 1588,07       |
| 2  | Алтанский наслег          | село Алтанцы           | 1                             | ↘735             | 781,98        |
| 3  | Амгино-Нахаринский наслег | село Оннёс             | 3                             | ↗622             | 13691,43      |
| 4  | Амгинский наслег          | село Амга              | 1                             | ↗6667            | 733,65        |
| 5  | Бетюнский наслег          | село Бетюнцы           | 2                             | ↗1311            | 1999,74       |
| 6  | Болугурский наслег        | село Болугур           | 1                             | ↗1413            | 4522,06       |
| 7  | Майский наслег            | село Покровка          | 2                             | ↘596             | 663,70        |
| 8  | Мяндигинский наслег       | село Мээндиги          | 1                             | ↗407             | 241,75        |
| 9  | Сатагайский наслег        | село Сатагай           | 1                             | ↗539             | 395,73        |
| 10 | Соморсунский наслег       | село Михайловка        | 1                             | →827             | 1769,00       |
| 11 | Сулгаччинский наслег      | село Сулгаччы          | 2                             | ↘732             | 439,72        |
| 12 | Чакырский наслег          | село Чакыр 2-й         | 1                             | ↗487             | 1165,37       |
| 13 | Чапчылганский наслег      | село Чапчылган         | 2                             | ↘904             | 6,87          |
| 14 | Эмисский наслег           | село Эмиссы            | 2                             | ↘556             | 1422,28       |

### Населённые пункты
В Амгинском улусе 21 населённый пункт.
| №  | Населённый пункт | Тип     | Население | Муниципальное образование |
| -- | ---------------- | ------- | --------- | ------------------------- |
| 1  | Абага            | село    | ↘1114     | Абагинский наслег         |
| 2  | Алтанцы          | село    | ↘735      | Алтанский наслег          |
| 3  | Амга             | село    | ↗6667     | Амгинский наслег          |
| 4  | Бетюнцы          | село    | ↗1311     | Бетюнский наслег          |
| 5  | Болугур          | село    | ↗1413     | Болугурский наслег        |
| 6  | Булун            | посёлок | ↘0        | Майский наслег            |
| 7  | Ефремово         | посёлок | ↘4        | Амгино-Нахаринский наслег |
| 8  | Михайловка       | село    | →827      | Соморсунский наслег       |
| 9  | Мяндиги          | село    | ↗407      | Мяндигинский наслег       |
| 10 | Олом-Кюёле       | посёлок | ↘6        | Эмисский наслег           |
| 11 | Оннёс            | село    | ↗590      | Амгино-Нахаринский наслег |
| 12 | Покровка         | село    | ↘596      | Майский наслег            |
| 13 | Промкомбинат     | село    | ↗243      | Чапчылганский наслег      |
| 14 | Сатагай          | село    | ↗539      | Сатагайский наслег        |
| 15 | Сулгаччы         | село    | ↗464      | Сулгаччинский наслег      |
| 16 | Сэргэ-Бэс        | посёлок | ↘259      | Сулгаччинский наслег      |
| 17 | Тегюльтя         | посёлок | ↘12       | Амгино-Нахаринский наслег |
| 18 | Уорай            | посёлок | →0        | Бетюнский наслег          |
| 19 | Чакыр 2-й        | село    | ↗487      | Чакырский наслег          |
| 20 | Чапчылган        | село    | ↗969      | Чапчылганский наслег      |
| 21 | Эмиссы           | село    | ↗599      | Эмисский наслег           |

Упразднённые населённые пункты:
- 1998 год — поселки Арангас Сатагайского наслега; Хайыргас Абагинского наслега и Чакыр 1-й Соморсунского наслега[28].

## Экономика
Ведущее место в экономике занимает сельское хозяйство. Главная отрасль — животноводство (мясо-молочное скотоводство, мясное табунное коневодство), возделываются зерновые, картофель, овощи и кормовые культуры. Земли сельскохозяйственного назначения составляют 106 тыс. га.
Амгинский улус является одним из улусов с не самой низкой, но и не самой высокой заработной платой: 70% от средней по республике. Однако, наблюдается стабильный рост показателей экономического развития.

### Транспорт
Центр улуса, село Амга, связан с Якутском автодорогой республиканского значения «Амга».
В селе Амга действует речная пристань, также действует авиаплощадка.

## Известные уроженцы
- Гавриил Ефимов (1920—2000), советский и якутский общественный деятель, педагог, писатель, поэт.